# Miura Next
El Miura Next es un futuro cohete pesado reutilizable en desarrollo, parte del programa de PLD Space para los próximos 20 años. Diseñado para competir en el sector de lanzadores reutilizables, permitirá transportar grandes cargas útiles a órbitas bajas y más allá. Con capacidades para misiones tripuladas y la reutilización de sus primeras etapas, busca posicionarse como una opción europea frente a otros cohetes como el Falcon 9. Está previsto que trabaje junto a la cápsula tripulada Lince, que ampliará las capacidades de exploración espacial y comerciales.

## Descripción
El cohete fue presentado por PLD Space en octubre de 2024 como parte de su programa espacial para las próximas dos décadas. La compañía, con sede en Elche, España, reveló su nuevo cohete pesado reutilizable en un evento que destacó su compromiso con la innovación y la capacidad de competir en el mercado global de lanzadores, marcando la primera mitad de la década de 2030 para su primer lanzamiento.

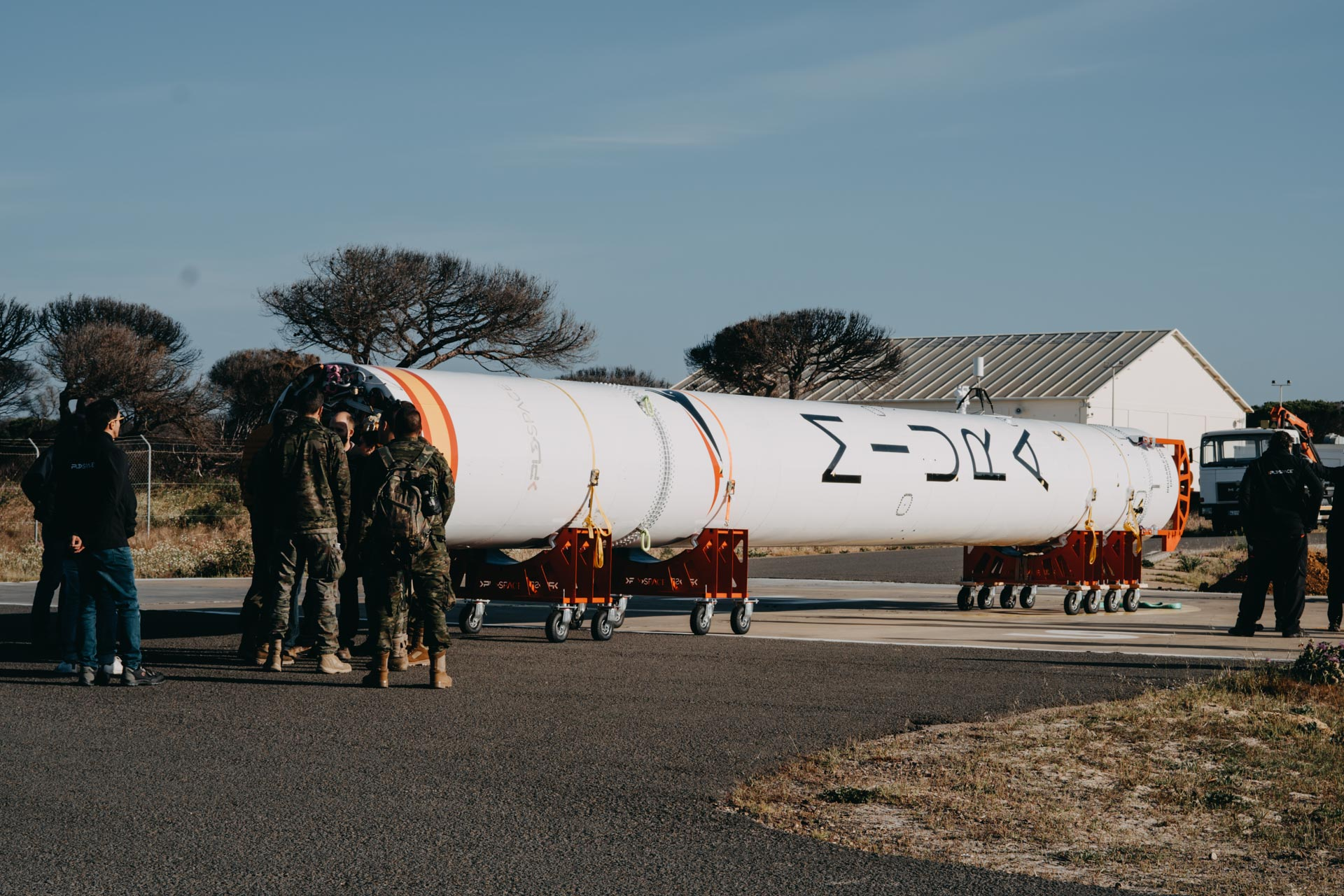
Prueba de reutilización del cohete Miura 5 de PLD Space.

Tanto el cohete como la cápsula tripulada Lince, fueron desarrolladas en secreto por la compañía, hasta que hicieron público su desarrollo en un evento que aprovechaba la celebración del aniversario del primer lanzamiento del Miura 1, del que se pensaba que sería para actualizar información sobre el desarrollo del Miura 5.
El Miura Next será un cohete reutilizable que formará parte de la nueva familia de lanzadores de PLD Space. Con versiones a las que de momento  las han llamado Miura Next Heavy y Super Heavy, que podrán colocar hasta 53 toneladas en órbita terrestre. Además, serán capaces de transportar entre 2,4 y 16 toneladas hasta la Luna y Marte, según su configuración, que contempla incluso la disposición de hasta cuatro boosters de empuje que también serían reutilizables.
Se espera que el primer vuelo sea en 2030 y que para 2035 sea uno de los cohetes más potentes del mundo, con tecnología escalable y reutilizable. Siendo además el único de momento dentro de la Unión Europea, por lo que la empresa declara buscar la independencia de la Unión en cuanto a viajes espaciales.

## Capacidades
En la siguiente lista se especifican las distintas capacidades para toda la gama de configuraciones que están proyectadas según el destino para el que se quiera utilizar el cohete.
| Destino      | Miura Next             | Miura Next                         | Miura Next                                     | Miura Next Heavy       | Miura Next Heavy       | Miura Next Super Heavy |
| Destino      | Versión de un solo uso | Reutilizable aterrizaje en barcaza | Reutilizable aterrizaje en zona de lanzamiento | Versión de un solo uso | Boosters reutilizables | Versión de un solo uso |
| ------------ | ---------------------- | ---------------------------------- | ---------------------------------------------- | ---------------------- | ---------------------- | ---------------------- |
| OTB (420 km) | 13.580 kg              | 10.200 kg                          | 6.650 kg                                       | 36.000 kg              | 19.500 kg              | 53.000 kg              |
| SSO (500 km) | 11.275 kg              | 8.300 kg                           | 5.130 kg                                       | 30.580 kg              | 16.250 kg              | -                      |
| GTO          | 4.595 kg               | 2.900 kg                           | 1.100 kg                                       | 15.140 kg              | 7.160 kg               | 23.000 kg              |
| Luna         | -                      | -                                  | -                                              | -                      | -                      | 16.695 kg              |
| Marte        | -                      | -                                  | -                                              | -                      | -                      | 13.660 kg              |